# Гебри
Гебри (перс. زرتشتیان, بهدینان [zærtoʃtijɒ'n], [behdinɒ'n]) — найдавніша етноконфесійна група в Ірані, що сповідує зороастризм (поряд з парсами), одна з двох останніх у світі спільнот, що зберегли цю релігію. Є офіційно визнаною релігійною меншістю. Останнім часом число зороастрійців в Ірані становить близько 45 000 осіб, які проживають переважно в Тегерані, Язді, його околицях та Кермані.

## Назва
Зороастрійці традиційно іменують себе «бехдінамі» (перс. بهدینان [behdin ɒ'n]) — «прихильниками благої віри» (тобто зороастризму) або «заратуштрійцями» (перс. زرتشتیان [zærtoʃtijɒ'n]) — послідовниками пророка Заратуштри (перс. زرتشت [zærto'ʃt]). Останнє найменування прийнято в Ісламській Республіці Іран і як офіційне.
Існують також застарілі зовнішні найменування, що отримали зневажливе забарвлення: вогнепоклонники перс. آتشپرست [ɒtæʃpæræ'st] і гебри (перс. گبر [gæbr]). Останнє походить від арамейського слова gbrʾ/gabrā букв. «людина», як називали вільних жителів Межиріччя в Сасанідському Ірані. Назва, скоріш за все, була перенесена з зороастрійської громади Месопотамії на всіх зороастрійців при ісламізації Ірану і з часом стало не зовсім точним синонімом араб. كافر [ka: fir] «невірний», що особливо видно в тюркському слові гяуре, запозиченого із фарсі. Проте безпосередньо кафірами зороастрійці, що традиційно вважаються «Людьми Писання» (хоча в ісламі у них цей статус спірний), в Ірані не називалися.
Іншими застарілими та тими, що вийшли з ужитку назвами зороастрійців є перс. مغ [moʁ], араб. مجوس [madʒu: s] — «маги», по імені священицького стану зороастрійців.

## Відомі зороастрійці Ірану
- Парвіз Шахріярі
- Есфандіяр Ехтіярі